# Szkoła (serial telewizyjny)
Szkoła – polski serial paradokumentalny emitowany od 1 września 2014 do 27 listopada 2020 roku na antenie telewizji TVN (2014–2019), a następnie TVN 7 (2020).
Serial początkowo miał nosić tytuł Nauczyciele, jednak w sierpniu 2014 nadawca podał do informacji, że nazwę zmieniono na Szkoła.
W odcinku 710 zmieniono oprawę graficzną oraz logo serialu.
W listopadzie 2020 telewizja TVN poinformowała, że serial zakończy się po 13 sezonie.

## Fabuła
Akcja serialu toczyła się głównie w fikcyjnym zespole szkół (Zespół Szkół Ogólnokształcących im. Adama Mickiewicza): Gimnazjum nr 105, Szkole Podstawowej nr 191 i Liceum Ogólnokształcącym nr 44 w Krakowie. Opowiadał on o problemach młodzieży (bardzo rzadko nauczycieli) w tytułowej szkole. W każdym odcinku najczęściej była przedstawiana historia ucznia ze szkoły podstawowej/gimnazjum i ucznia z liceum. W 9. sezonie serialu (rozpoczętego 3 września 2018) pojawiły się klasy 7 i 8 szkoły podstawowej, zaś od 11. sezonu serialu (rozpoczętego 2 września 2019) nie pojawiali się uczniowie gimnazjum wskutek reformy oświaty z 2017.

## Obsada[7]
| Aktor                               | Rola                                | Informacja | Okres występowania |
| ----------------------------------- | ----------------------------------- | --- | ------------------ |
| Tadeusz Piotr Łomnicki              | Stanisław Chlebowski                | Dyrektor szkoły, nauczyciel języka polskiego                                                                                    | 2014–2020          |
| Maria Meyer                         | Maria Borkowska                     | Wicedyrektor szkoły, nauczycielka geografii                                                                                     | 2014–2020          |
| Joanna Litwin-Widera                | Barbara Gruszka                     | Nauczycielka biologii | 2014–2020          |
| Sabina Głuch                        | Jolanta Żabińska                    | Nauczycielka języka polskiego                                                                                                   | 2014–2020          |
| Jagoda Pietruszkówna                | Alicja Stańko                       | Nauczycielka chemii | 2014–2020          |
| Jan Mancewicz                       | Zbigniew Małek                      | Nauczyciel historii | 2014–2020          |
| Dorota Godzic                       | Teresa Kremer                       | Nauczycielka matematyki | 2014–2020          |
| Rafał Kosecki                       | Andrzej Lesicki                     | Nauczyciel fizyki | 2014–2020          |
| Aleksandra Żurecka                  | Anna Turczyn                        | Nauczycielka języka angielskiego                                                                                                | 2014–2020          |
| Konrad Pondo                        | Tomasz Dudziak                      | Nauczyciel wychowania fizycznego                                                                                                | 2014–2020          |
| Patrice Nieckowski                  | Patrice Nieckowski                  | Nauczyciel języka francuskiego                                                                                                  | 2014–2020          |
| Wolfgang Hofer                      | Dominik Huber                       | Nauczyciel języka niemieckiego                                                                                                  | 2014–2020          |
| Monika Gębala                       | Ewa Janowska                        | Higienistka | 2014–2020          |
| Kinga Kulikowska                    | Róża Olszewska                      | Uczennica (odc. 0-860) | 2014–2020          |
| Adrian Musielak                     | Oskar Kamiński                      | Uczeń (odc. 9–813) | 2014–2020          |
| Małgorzata Merwart                  | Karina Kłosek                       | Nauczycielka informatyki (od odc. 223) i fizyki w zastępstwie za Andrzeja Lesickiego (odc. 154 i epizodycznie w kilku dalszych) | 2015–2020          |
| Karol Wolski                        | Piotr Gądek                         | Nauczyciel informatyki (odc. 0–125)                                                                                             | 2014–2015          |
| Małgorzata Heretyk                  | Melania Trzeciak                    | Uczennica (odc. 0–136) | 2014–2015          |
| Anna Zuch                           | Lena Gawrońska                      | Uczennica (odc. 0–136) | 2014–2015          |
| Beniamin Andrzejewski               | Irek Sobczak                        | (odc. 36–109) | 2014–2015          |
| Maria Pieprzyca                     | Ula Gładysz                         | Uczennica (odc. 0–223) | 2014–2016          |
| Patryk Cebulski                     | Michał Rudnicki                     | Uczeń (odc. 0–296) | 2014–2016          |
| Gabriela Bukowska                   | Magda Wolska                        | Uczennica (odc. 0–341) | 2014–2016          |
| Sebastian Kowalczyk                 | Marek Hajduk                        | Uczeń (odc. 26–270) | 2014–2016          |
| Oliwia Bosowska                     | Daria Lewicka                       | Uczennica (odc. 0–433) | 2014–2017          |
| Artur Kapecki                       | Patryk Głowiński                    | Uczeń (odc. 0–433) | 2014–2017          |
| Malwina Roczniok                    | Iwona Małkowska                     | Uczennica (odc. 2–422) | 2014–2017          |
| Mateusz Łysiak                      | Tomek Porębski                      | Uczeń (odc. 39–502) | 2014–2017          |
| Bartłomiej Sroka                    | Arek Daniluk                        | Uczeń (odc. 50–433) | 2014–2017          |
| Aleksandra Dobek                    | Marta Dobrowolska                   | Uczennica (odc. 0–538) | 2014–2018          |
| Artur Bednarz                       | Adrian Kubacki                      | Uczeń (odc. 0–574) | 2014–2018          |
| Igor Kapała                         | Szymon Jackowski                    | Uczeń (odc. 0–604) | 2014–2018          |
| Jakub Wincencik                     | Maks Nowacki                        | Uczeń (odc. 9–504) | 2014–2018          |
| Sabina Kopeć-Skotniczny             | pani Jadzia                         | Woźna (odc. 0–574) | 2014–2018          |
| Eleonora Gawrońska                  | pani Dorota                         | Woźna (odc. 575–860) | 2018–2020          |
| Natalia Karczmarczyk                | Ewa Karasiewicz                     | Uczennica (odc. 149–566) | 2015–2018          |
| Kacper Derba                        | Kuba Rabiej                         | Uczeń (odc. 374–558) | 2017–2018          |
| Przemysław Kośmider                 | Olek Szumski                        | Uczeń (odc. 203–859) | 2015–2020          |
| Adam Jarząbek                       | Kuba Grzesiak                       | Uczeń (odc. 158–805) | 2015–2020          |
| Kacper Kozieł                       | Cezary Petrus                       | Uczeń (odc. 330–796) | 2016–2020          |
| Miłosz Kosecki                      | Mikołaj Brończyk                    | Uczeń (odc. 347–855) | 2016–2020          |
| Tomasz Mielczarek                   | Darek Teodorczyk                    | Uczeń (odc. 451–788) | 2017–2020          |
| Damian Dąbrowski                    | Jurek Litwin                        | Uczeń (odc. 404–821) | 2017–2020          |
| Tom Malcolm                         | Marcin Olszewski                    | Uczeń (odc. 619–794) | 2018–2020          |
| Gościnnie                           |                                     | |                    |
| Paulina Pancerz                     | Agnieszka Kowalczyk                 | Uczennica (odc. 1) | 2014               |
| Grzegorz Widera                     | Artur Żabiński                      | Mąż Jolanty Żabińskiej (odc. 11)                                                                                                | 2014               |
| Józef Ojdana                        | Dawid Zalewski                      | Uczeń (odc. 11) | 2014               |
| Paweł Brandys                       | Andrzej Jackowski                   | Ojciec Szymona Jackowskiego (odc. 1, 14)                                                                                        | 2014               |
| Michał Ambroziak                    | Marcin Długosz                      | Uczeń (odc. 17) | 2014               |
| Paweł Gorątko                       | Tomasz Długosz                      | Ojciec Marcina Długosza (odc. 17)                                                                                               | 2014               |
| Patryk Borzęcki                     | Norbert Szeliga                     | Uczeń (odc. 121, 217) | 2015               |
| Mariusz Drewniak                    | Dawid Olech                         | Uczeń (odc. 251, 268) | 2016               |
| Cezary Gołębiewski (Czarek Czaruje) | Cezary Gołębiewski (Czarek Czaruje) | On sam (odc. 472) | 2017               |
| Jerzy Dudek                         | Jerzy Dudek                         | On sam (odc. 500) | 2017               |
| Sandra Naum                         | Amanda Rębkowska                    | Uczennica (odc. 544) | 2018               |
| Filip Chajzer                       | Filip Chajzer                       | On sam (odc. 590) | 2018               |
| Rudolf Zych                         | Karol Szosa                         | Uczeń (odc. 602) | 2018               |
| Renata Spinek                       | Marta Kopanowska                    | Nauczycielka języka polskiego w zastępstwie za Jolantę Żabińską (odc. 625)                                                      |                    |

## Spis serii
| Seria               | Sezon               | Odcinki             | Premiera serii      | Finał serii          | Pora emisji                 | Stacja telewizyjna          |
| ------------------- | ------------------- | ------------------- | ------------------- | -------------------- | --------------------------- | --------------------------- |
| Odcinek zerowy      | Odcinek zerowy      | Odcinek zerowy      | 1 września 2014     | 1 września 2014      | poniedziałek–piątek 15.00   | TVN                         |
| 1.                  | jesień 2014         | 1–63 (63)           | 2 września 2014     | 28 listopada 2014    | poniedziałek–piątek 15.00   | TVN                         |
| 2.                  | wiosna 2015         | 64–141 (78)         | 9 lutego 2015       | 29 maja 2015         | poniedziałek–piątek 15.00   | TVN                         |
| 3.                  | jesień 2015         | 142–219 (78)        | 1 września 2015     | 2 października 2015  | poniedziałek–piątek 15.00   | TVN                         |
| 3.                  | jesień 2015         | 142–219 (78)        | 5 października 2015 | 27 listopada 2015    | poniedziałek–piątek 15.25   | TVN                         |
| 3.                  | jesień 2015         | 142–219 (78)        | 30 listopada 2015   | 18 grudnia 2015      | poniedziałek–piątek 16.00   | TVN                         |
| 4.                  | wiosna 2016         | 220–296 (77)        | 8 lutego 2016       | 27 maja 2016         | poniedziałek–piątek 16.00   | TVN                         |
| 5.                  | jesień 2016         | 297–361 (65)        | 1 września 2016     | 4 listopada 2016     | poniedziałek–piątek 16.00   | TVN                         |
| 5.                  | jesień 2016         | 297–361 (65)        | 7 listopada 2016    | 2 grudnia 2016       | poniedziałek–piątek 15.30   | TVN                         |
| 6.                  | wiosna 2017         | 362–433 (72)        | 6 lutego 2017       | 19 maja 2017         | poniedziałek–piątek 15.30   | TVN                         |
| 7.                  | jesień 2017         | 434–502 (69)        | 4 września 2017     | 8 grudnia 2017       | poniedziałek–piątek 15.30   | TVN                         |
| 8.                  | wiosna 2018         | 503–574 (72)        | 12 lutego 2018      | 25 maja 2018         | poniedziałek–piątek 15.30   | TVN                         |
| 9.                  | jesień 2018         | 575–642 (68)        | 3 września 2018     | 7 grudnia 2018       | poniedziałek–piątek 15.30   | TVN                         |
| Odcinek specjalny   | Odcinek specjalny   | Odcinek specjalny   | 14 lutego 2019      | 14 lutego 2019       | Dostępny w serwisie YouTube | Dostępny w serwisie YouTube |
| 10.                 | wiosna 2019         | 643–709 (67)        | 25 lutego 2019      | 31 maja 2019         | poniedziałek–piątek 15.30   | TVN                         |
| 11.                 | jesień 2019         | 710–772 (63)        | 2 września 2019     | 29 listopada 2019    | poniedziałek–piątek 15.30   | TVN                         |
| Odcinek specjalny 2 | Odcinek specjalny 2 | Odcinek specjalny 2 | 23 września 2019    | 23 września 2019     | Dostępny w serwisie YouTube | Dostępny w serwisie YouTube |
| 12.                 | wiosna 2020         | 773–797 (25)        | 24 lutego 2020      | 27 marca 2020        | poniedziałek–piątek 18.00   | TVN 7                       |
| 13.                 | jesień 2020         | 798–860 (63)        | 1 września 2020     | 2 października 2020  | poniedziałek–piątek 15.50   | TVN 7                       |
| 13.                 | jesień 2020         | 798–860 (63)        | 5 października 2020 | 30 października 2020 | poniedziałek–piątek 16.00   | TVN 7                       |
| 13.                 | jesień 2020         | 798–860 (63)        | 2 listopada 2020    | 27 listopada 2020    | poniedziałek–piątek 16.10   | TVN 7                       |

## Szkoła. Parodia
14 października 2017 w serwisie Player pojawił się serial „Szkoła. Parodia”. Głównych bohaterów grali polscy youtuberzy: Stuu, Naruciak, Daniel Ferreri, Marcin Dubiel, Bracia Malczyńscy, Fit Lovers, Martin Stankiewicz, Janek Steifer, Randall, Sukanek, Dry Riser i Reżyser Życia. Seria liczyła 6 odcinków, a każdy z nich pojawiał się w sobotę.